# August Höhn
August Höhn (* 19. August 1904 in Lipporn; † 7. August 1982 in Düsseldorf) war ein deutscher SS-Untersturmführer und Schutzhaftlagerführer im KZ Sachsenhausen.

## Leben
Höhn absolvierte nach dem Ende seiner Volksschulzeit eine Schneiderlehre und war danach in seinem Beruf tätig, zuletzt als Schneidermeister. Zum 1. März 1933 trat er der NSDAP (Mitgliedsnummer 1.514.767) und im selben Jahr der SS bei. Im Zuge des beginnenden Zweiten Weltkrieges wurde er 1939 der Wachmannschaft des KZ Sachsenhausen zugewiesen. Ab Mai 1941 gehörte er dem dortigen Stab der Lagerkommandantur an. Von Oktober 1942 bis August 1943 war er Lagerführer im KZ-Außenlager Lichterfelde des KZ Sachsenhausen, anschließend stellvertretender Schutzhaftlagerführer im Stammlager des KZ Sachsenhausen.
Nach Kriegsende befand sich Höhn in sowjetischer Kriegsgefangenschaft. Höhn wurde als Kriegsverbrecher mit 15 weiteren Beschuldigten im Sachsenhausen-Prozess wegen der Teilnahme an den Verbrechen im KZ Sachsenhausen vor einem sowjetischen Militärgericht angeklagt. Am 31. Oktober 1947 wurde er für schuldig befunden und zu einer lebenslänglichen Haftstrafe mit der Pflicht zur Zwangsarbeit verurteilt und danach im Arbeitslager Workuta des Gulags inhaftiert.
Im Januar 1956 kam Höhn aus der sowjetischen Haft frei und wurde als so genannter Nichtamnestierter in die Bundesrepublik Deutschland entlassen. Über das Auswärtige Amt wurde das Bundesministerium für Justiz über den Aufenthaltsort von entlassenen besonders belasteten NS-Tätern unterrichtet. Bereits im Juli 1956 wurde Höhn in Untersuchungshaft genommen. Vor dem Schwurgericht am Landgericht Düsseldorf wurde Höhn mit den zwei weiteren Beschuldigten Otto Böhm und Horst Hempel aufgrund von im KZ Sachsenhausen verübten folgenden Verbrechen angeklagt:
- „Exekution von mindestens 200 Häftlingen im Rahmen der 'Sonderbehandlung' russischer Kriegsgefangener in der Genickschussbaracke
- Strangulation oder Erhängung von Häftlingen auf dem Appellplatz
- Erschießung von 27 Häftlingen des 'Lederkommandos' im Krematorium
- Erschießung, Erhängung und Vergasung von zu diesem Zwecke in das KL Sachsenhausen überstellten Einzelpersonen und Personengruppen
- Erschießung von 82 Häftlingen im Rahmen der Alarmstufe 'Scharnhorst', welche bei Evakuierung des Lagers die Tötung namentlich bestimmter Häftlinge vorsah
- Tötung von mindestens 2000 kranken Häftlingen bei Evakuierung des Lagers Anfang 1945
- Erschießung von insgesamt etwa 230 jüdischen Häftlingen, die bei der Evakuierung des Nebenlagers Lieberose in das KL Sachsenhausen verlegt worden waren
- Erschießung mehrerer Häftlinge während des Evakuierungsmarsches vom KL Sachsenhausen in Richtung Lübeck“.[8]

Am 15. Oktober 1960 wurde Höhn wegen siebenfachem Mord, zweifachem Totschlag sowie Beihilfe zum Mord in fünf Fällen zu einer lebenslänglichen Zuchthausstrafe und lebenslangem Ehrverlust verurteilt. Das Urteil wurde im Revisionsverfahren 1962 durch den Bundesgerichtshof bestätigt. Am 31. Mai 1968 wurde er aus der Haft entlassen.